# NGC 6160
NGC 6160 (другие обозначения — UGC 10400, MCG 7-34-42, ZWG 224.32, PGC 58199) — эллиптическая галактика (E) в созвездии Геркулес.
Этот объект входит в число перечисленных в оригинальной редакции «Нового общего каталога».